# 法希夫卡 (特諾皮爾州)
49°23′12″N 26°12′45″E / 49.38667°N 26.21250°E
法希夫卡（羅馬化：Fashchivka）是烏克蘭的村落，位於該國西部捷爾諾波爾州，由捷尔诺波尔区負責管轄，始建於1547年，面積1.12平方公里，2001年人口212，人口密度每平方公里188.6人。